# Kalisz Pomorski
Kalisz Pomorski (Kallies fino al 1945) è un comune urbano-rurale polacco del distretto di Drawsko Pomorskie, nel voivodato della Pomerania Occidentale.
Ricopre una superficie di 480,53 km² e nel 2005 contava 7 263 abitanti.